# Мастер синих распятий
Мастер синих распятий (итал. Maestro dei Crocifissi Blu) — итальянский художник периода проторенессанса умбрийского или эмилианского происхождения, работал в 3-й четверти XIII века. Мастер синих распятий был последователем школы Джунта Пизано; его творчество протекало в русле византийской традиции. По иконографии и стилю произведения этого художника представляют собой вариации на византийские темы, выполненные в стиле установившейся в его время новой католической традиции изготовления крестов. Он был ведущим умбрийским художником третьей четверти XIII века, сыгравшим важную роль в становлении местной школы живописи.

Среди произведений, причислявшихся к «школе Джунта Пизано», английский исследователь Эдвард Харрисон Мэй выделил расписные кресты, на которых фон прописан синей краской. Часть этих произведений имела схожую манеру изображения, поэтому Харрисон Мэй приписал их работе одного анонимного мастера, которого назвал «Мастером синих распятий». Учёные предполагают, что этот художник был ассистентом Джунта Пизано и работал под его руководством при оформлении церкви Святого Франциска в Ассизи. Именно в сокровищнице этой церкви хранится расписной крест, послуживший «точкой отсчёта» для определения манеры этого мастера. Это двусторонний крест, некрупного формата (110 х 77 см); на нём изображён распятый Христос в стиле, характерном для Джунта Пизано, а по сторонам от его тела скорбящие Дева Мария и Иоанн Богослов. По стилевым особенностям этому мастеру приписывается ещё один небольшой (38х23 см) процессионный крест, хранящийся в Музее колледжа Смита (Нортхэмптон, Массачусетс). По всей вероятности он служил навершием епископского жезла-посоха. Крест выполнен из дерева, покрытого "гессо" (левкасом) — алебастром, замешанным на животном клее, на который наложены тонкие золотые пластины, расписанные темперой. Предположительная дата изготовления этого креста — 1265—1275 годы.
Наряду с Ассизи художник работал в других местах Умбрии. Из его произведений до наших дней дошло несколько Распятий, сохранившихся в плохом состоянии: одно в Кастеллино в Норче, другое — в церкви Вознесения Девы Марии в Валло-ди-Нера и ещё одно в пинакотеке города Сполето. Ему также приписывается икона «Распятие» (нач. 1270-х гг., Музей изящных искусств, Бостон), и одна «Мадонна» из частной коллекции. Поскольку круг произведений этого художника до сих пор строго не определён, некоторые эксперты приписывают ему работы, которые числятся за другими анонимными авторами. Так, на прошедшей в 1999 году в Музее Метрополитен выставке «Сокровищница церкви Святого Франциска в Ассизи» в каталог Мастера синих распятий были внесены две работы из Вашингтонской Национальной галереи искусства, которые ранее числились за так называемым Мастером францисканских распятий — «Иоанн» и «Богоматерь», созданные в 1272 году. По всей вероятности, ранее они располагались на правом и левом конце перекладины неизвестного креста.
- Мастер синих распятий. Двусторонний процессионный крест. 1265-1275. Музей искусства колледжа Смита, Нортгемптон, Великобритания
- Расписной крест. Лицевая сторона. Музей Вальрафа-Рихарца, Кёльн
- Расписной крест. Оборотная сторона. Музей Вальрафа-Рихарца, Кёльн
- Скорбящая Богоматерь. Ок. 1272. Национальная галерея искусства, Вашингтон
- Иоанн Богослов. Ок. 1272. Национальная галерея искусства, Вашингтон